# Callimont
Callimont es un borough ubicado en el condado de Somerset en el estado estadounidense de Pensilvania. En el año 2000 tenía una población de 51 habitantes y una densidad poblacional de 4.4 personas por km².

## Geografía
Callimont se encuentra ubicado en las coordenadas 39°48′05″N 78°56′56″O / 39.80139, -78.94889.

## Demografía
Según la Oficina del Censo en 2000 los ingresos medios por hogar en la localidad eran de $49,750 y los ingresos medios por familia eran $49,250. Los hombres tenían unos ingresos medios de $38,750 frente a los $30,000 para las mujeres. La renta per cápita para la localidad era de $19,813. Alrededor del 3.8% de la población estaba por debajo del umbral de pobreza.